# Port Washington (Wisconsin)
Port Washington ist eine Stadt (mit dem Status „City“) und Verwaltungssitz des Ozaukee County im US-amerikanischen Bundesstaat Wisconsin. Das U.S. Census Bureau ermittelte bei der Volkszählung 2020 eine Einwohnerzahl von 12.353.
Die Stadt liegt im Norden der Metropolregion Milwaukee.

## Geografie
Port Washington liegt im Südosten Wisconsins an der Mündung des Sauk Creek in den Michigansee.
Die geografischen Koordinaten der Stadt sind 43°23′35″ nördlicher Breite und 87°52′51″ westlicher Länge. Das Stadtgebiet erstreckt sich über eine Fläche von 10,2 km².
Nachbarorte von Port Washington sind Belgium (15,3 km nördlich), Fredonia (12,7 km nordwestlich), Saukville (5,4 km westlich) und Grafton (10,4 km südwestlich).
Das Stadtzentrum von Milwaukee liegt 42 km südlich. Die nächstgelegenen weiteren größeren Städte sind Green Bay am Michigansee (146 km nördlich), Appleton (127 km nordnordwestlich), Wisconsins Hauptstadt Madison (145 km westsüdwestlich), Rockford in Illinois (194 km südwestlich) und Chicago in Illinois (288 km südlich).

## Verkehr
Entlang der westlichen Stadtgrenze verläuft in Nord-Süd-Richtung parallel zum Ufer des Michigansees der Interstate Highway I 43, der die kürzeste Verbindung von Milwaukee nach Green Bay bildet. Der Wisconsin State Highway 32 verläuft ebenfalls parallel zum Seeufer als Hauptstraße durch das Zentrum von Port Washington. Alle weiteren Straßen sind untergeordnete Landstraßen, teils unbefestigte Fahrwege sowie innerörtliche Verbindungsstraßen.
Durch Port Washington verläuft in Nord-Süd-Richtung eine Eisenbahnstrecke der Union Pacific Railroad.
Der nächste Flughafen ist der Milwaukee Mitchell International Airport in Milwaukee (52,4 km südlich).

## Kultur und Sehenswürdigkeiten

### Fish Day
Alljährlich findet am dritten Samstag im Juli der Fish Day statt, der ein wichtiges Ereignis für Port Washington darstellt und jährlich mehrere tausend Besucher anlockt.

### Bauwerke
Die katholische Kirche St. Mary’s Church wurde 1884 erbaut und liegt am höchsten Punkt in der Stadt.

## Wirtschaft und Infrastruktur

### Verkehr
Östlich der Stadt verläuft die Interstate 43 von Milwaukee nach Sheboygan und somit hat Port Washington eine sehr gute Verkehrsanbindung.

## Bevölkerung
Nach der Volkszählung im Jahr 2010 lebten in Port Washington 11250 Menschen in 4704 Haushalten. Die Bevölkerungsdichte betrug 1102,9 Einwohner pro Quadratkilometer. In den 4704 Haushalten lebten statistisch je 2,31 Personen.
Ethnisch betrachtet setzte sich die Bevölkerung zusammen aus 95,0 Prozent Weißen, 1,6 Prozent Afroamerikanern, 0,4 Prozent amerikanischen Ureinwohnern, 0,7 Prozent Asiaten sowie 0,8 Prozent aus anderen ethnischen Gruppen; 1,4 Prozent stammten von zwei oder mehr Ethnien ab. Unabhängig von der ethnischen Zugehörigkeit waren 3,1 Prozent der Bevölkerung spanischer oder lateinamerikanischer Abstammung.
22,4 Prozent der Bevölkerung waren unter 18 Jahre alt, 62,9 Prozent waren zwischen 18 und 64 und 14,7 Prozent waren 65 Jahre oder älter. 51,0 Prozent der Bevölkerung waren weiblich.
Das mittlere jährliche Einkommen eines Haushalts lag bei 61.191 USD. Das Pro-Kopf-Einkommen betrug 30.803 USD. 7,8 Prozent der Einwohner lebten unterhalb der Armutsgrenze.

## Partnerstädte
Sassnitz in Mecklenburg-Vorpommern ist seit 2017 Partnerstadt von Port Washington.

## Sonstiges
Das Wahrzeichen von Port Washington ist die Lightstation, also der Leuchtturm.
Kommerzielles Fischen in den einst grenzenlosen Fischvorkommen Lake Michigans begann schon in der frühen Geschichte Port Washingtons.
Die Port Washington High School unterhält schon seit vielen Jahren ein enges Austauschprogramm mit Schülern des Joseph-von-Fraunhofer-Gymnasium in Cham (Bayern).
Die amerikanische Fernsehserie Eine starke Familie (Originaltitel: Step by Step) spielt in Port Washington.

## Bekannte Bewohner
- Peter V. Deuster (1831–1904) – demokratischer Abgeordneter des US-Repräsentantenhauses (1879–1885) – lebte in Port Washington
- Leland Stanford (1824–1893) – Begründer der Stanford University – praktizierte mehrere Jahre als Anwalt in Port Washington